# Куликово (Переславское сельское поселение)
Куликово — посёлок в Зеленоградском районе Калининградской области. Входит в состав Переславского сельского поселения.

## Население
| 2002 | 2010 |
| ---- | ---- |
| 87   | ↗108 |

## История
Населенный пункт Эльхдорф в 1946 году был переименован в поселок Куликово.